# Wade Robson
Pour les articles homonymes, voir Robson.
Wade Jeremy William Robson, connu Wade Robson est un chorégraphe et animateur de télévision australien né le 17 septembre 1982 à Brisbane. Il est le créateur et présentateur de sa propre émission diffusée sur MTV consacrée à la danse, le Wade Robson Project.

## Biographie
Wade Robson a tourné dans trois clips de Michael Jackson : Black or White, Jam et Heal the World.
À l'âge de dix-neuf ans, il était à la fois chorégraphe professionnel, producteur de musique, superviseur de tournée et acteur.
Il a travaillé avec Britney Spears durant quelques années, notamment sur une publicité pour Pepsi et a dirigé sa tournée Dream Within A Dream Tour.
En novembre 2002, Justin Timberlake sort la chanson Cry Me a River, comme deuxième single de son premier album solo. Le vidéoclip de la chanson met en vedette un sosie de Britney et alimente les rumeurs selon lesquelles elle aurait, de septembre 2001 à février 2002, trompé Justin avec Wade. Grâce à ses talents de danseur, Robson a pu collaborer avec de nombreux artistes tels que *NSYNC, Ginuwine, Mya ou encore Mandy Moore.
Wade Robson a lancé sa propre émission Wade Robson Project sur MTV dans laquelle il déniche, parmi des amateurs, le meilleur danseur et lui remet un chèque de 100 000 dollars (et 100 000 dollars de vêtements).
En parallèle de la danse, il est également apparu dans des séries télévisées et des films (dans le film Kazaam de Shaquille O'Neal et Edtv en 1996). Il joue également son propre rôle dans le film Street Dancers, sorti en 2004.

## Allégations contre Michael Jackson
En 2005, Robson soutient Michael Jackson durant le procès Arvizo et témoigne en sa faveur,.
En 2011, il fait une dépression et suit une psychothérapie.
En 2013, il dépose une plainte pour maltraitance d'enfants à l'encontre des héritiers de Michael Jackson, quatre ans après la mort du chanteur en 2009. Il mentionne par ailleurs avoir été victime d'abus sexuels entre les âges de sept et quatorze ans et déclare que l'entourage de Michael Jackson ainsi que les deux sociétés MJJ Productions et MJJ Ventures « ont conçu, développé et dirigé l'opération la plus sophistiquée pour faciliter les abus sexuels sur des enfants que le monde ait jamais connue ».
Les plaintes déposées pour abus sexuels depuis 2013, étant prescrites, sont rejetées par la cour de Los Angeles.
En 2019, avec James Safechuck, il témoigne dans le documentaire Leaving Neverland diffusé les 3 et 4 mars sur la chaîne de télévision américaine HBO et le 21 mars en France sur M6. Il explique la raison pour laquelle il a défendu auparavant le chanteur : « si j'avais remis en cause Michael et mon histoire avec lui, il aurait fallu que je remette en cause toute ma vie ».
En 2019, Brandi Jackson, nièce de Mickael Jackson et ex-petite amie de Wade Robson déclare que tout ce que raconte Wade n'est que mensonges.
En 2019, l’ancien garde du corps de Michael Jackson, Matt Fiddes, chargé de la sécurité du Roi de la Pop pendant dix ans réfute les accusations contre Mickael Jackson.

## Filmographie

### En tant qu'acteur

#### Longs métrages
- 1996 : Kazaam de Paul Michael Glaser : Elito
- 2004 : Street Dancers de Chris Stokes : lui-même

#### Documentaires
- 2019 : Leaving Neverland de Dan Reed

#### Vidéoclips
- 1991 : Black or White de Michael Jackson
- 1992 : Jam de Michael Jackson
- 1992 : Heal the World de Michael Jackson

### En tant que chorégraphe

#### Séries télévisées
- 2005-2007 : Tu crois que tu sais danser